# Nationale 1 1975-1976 (pallavolo femminile)
La Nationale 1 francese di pallavolo femminile 1975-1976 si è svolta tra il 1975 ed il 1976: al torneo hanno partecipato 8 squadre di club francesi e la vittoria finale è andata per la prima volta all'ASUL Lyon.

## Regolamento
Il campionato si è svolto in un'unica fase dove le otto squadre partecipanti hanno disputato un girone all'italiana con gare di andata e ritorno: al termine della regular season la squadra prima classificata si è laureata Campione di Francia, qualificandosi anche per la Coppa dei Campioni 1976-77, mentre le ultime due classificate sono state retrocesse in Nationale 2; la seconda classificata si è qualificata per la Coppa delle Coppe 1976-77.

## Squadre partecipanti
- Clamart
- ASUL Lyon
- ASPTT Montpellier
- Nancy
- CASG Paris
- Paris UC
- RC de France
- Tourcoing

## Torneo

### Regular season

#### Classifica
| Pos. | Squadra           | Pt | G  | V  | P  | SV | SP | Ratio | PF | PS | Ratio |
| ---- | ----------------- | -- | -- | -- | -- | -- | -- | ----- | -- | -- | ----- |
| 1.   | ASUL Lyon         | 27 | 14 | 13 | 1  | 40 | 8  | 5.000 | -  | -  | -     |
| 2.   | ASPTT Montpellier | 26 | 14 | 12 | 2  | 40 | 14 | 2.857 | -  | -  | -     |
| 3.   | Paris UC          | 22 | 14 | 8  | 6  | 27 | 27 | 1.000 | -  | -  | -     |
| 4.   | CASG Paris        | 21 | 14 | 7  | 7  | 23 | 28 | 0.821 | -  | -  | -     |
| 5.   | Nancy             | 20 | 14 | 6  | 8  | 25 | 30 | 0.833 | -  | -  | -     |
| 6.   | Clamart           | 19 | 14 | 5  | 9  | 26 | 35 | 0.742 | -  | -  | -     |
| 7.   | Tourcoing         | 18 | 14 | 4  | 10 | 22 | 34 | 0.647 | -  | -  | -     |
| 8.   | RC de France      | 15 | 14 | 1  | 13 | 12 | 39 | 0.307 | -  | -  | -     |

| Campione di Francia | Retrocesse in Nationale 2 |

## Verdetti
- ASUL Lyon Campione di Francia 1975-76 e qualificata alla Coppa dei Campioni 1976-77.
- ASPTT Montpellier qualificata alla Coppa delle Coppe 1976-77.
- Tourcoing e  RC de France retrocesse in Nationale 2 1976-77.